# Georges Duvaut
Pour l’article homonyme, voir Georges Duveau.
Georges Jean Duvaut (né en 1934) est un mathématicien français.

## Biographie
Georges Duvaut a reçu son doctorat (Contribution à l'étude des ondes dans les matériaux élastiques non linéaires) de Paul Germain à l'Université de Paris VI (Pierre et Marie Curie) en 1969 où il a été, par la suite, professeur.
Il s'est intéressé aux méthodes mathématiques de la mécanique des milieux continus, par exemple la théorie de l'élasticité non linéaire des composites.
En 1978, il est devenu membre correspondant de l'Académie des sciences.
Il a été chercheur invité à Rio de Janeiro. En 1970, il a été invité à prendre la parole au Congrès international des mathématiciens à Nice (Problèmes unilatéraux en mécanique des milieux continus).

## Écrits (sélection)
- (Avec Jacques-Louis Lions) Inégalités en mécanique et en physique, Théorie fondamentale des sciences mathématiques 219, Springer 1976 (original en français : 1972)
- Mécanique des milieux continus, Masson 1990, Dunod 1998
- Exercices de mécanique des milieux continus, Masson 1994